# Tougher Than Tough: The Story of Jamaican Music
A Tougher Than Tough: The Story of Jamaican Music egy négy lemezes díszdobozos válogatás 5 évtized jamaicai zenéjéből.

## Számok

### CD 1
1. Oh Carolina - The Folkes Brothers
2. Boogie in My Bones - Laurel Aitken
3. Midnight Track - Owen Gray
4. Easy Snappin' - Theophilus Beckford
5. Housewives Choice - Derrick Morgan, Patsy Todd
6. Forward March - Derrick Morgan
7. Miss Jamaica - Jimmy Cliff
8. My Boy Lollipop - Millie Small
9. Six and Seven Books of Moses - The Maytals
10. Simmer Down - The Wailers
11. Man in the Street - Don Drummond
12. Carry Go Bring Come - Justin Hinds & Dominoes
13. Guns of Navarone - The Skatalites
14. Al Capone - Prince Buster
15. Hard Man Fe Dead - Prince Buster
16. Tougher Than Tough - Derrick Morgan
17. Girl I've Got a Date - Alton Ellis
18. Happy Go Lucky Girl - The Paragons
19. Dancing Mood - Delroy Wilson
20. The Train Is Coming - Ken Boothe
21. Take It Easy - Hopeton Lewis
22. Ba Ba Boom - The Jamaicans
23. 007 (Shanty Town) - Desmond Dekker
24. I've Got to Go Back Home - Bob Andy
25. Queen Majesty - The Techniques
26. Loving Pauper - Dobby Dobson
27. Don't Stay Away - Phyllis Dillon

### CD 2
1. Israelites - Desmond Dekker
2. 54-46 That's My Number - The Maytals
3. Reggae Hit the Town - The Ethiopians
4. Wet Dream - Max Romeo
5. My Conversation - The Uniques
6. Bangarang - Stranger Cole, Lester Sterling
7. Return of Django - The Upsetters
8. The Liquidator - Harry J All-Stars
9. Rivers of Babylon - The Melodians
10. The Harder They Come - Jimmy Cliff
11. Young Gifted and Black - Bob & Marcia
12. Wake the Town - U-Roy
13. How Long - Pat Kelly
14. Double Barrel - Dave & Ansel Collins
15. Blood & Fire - Winston Niney Holness
16. Cherry Oh Baby - Eric Donaldson
17. Better Must Come - Delroy Wilson
18. Money in My Pocket - Dennis Brown
19. Stick by Me - John Holt
20. Teach the Children - Dennis Alcapone
21. S-90 Skank - Big Youth
22. Everything I Own - Ken Boothe
23. Westbound Train - Dennis Brown
24. Move Out of Babylon - Johnny Clarke
25. Curly Locks - Junior Byles

### CD 3
1. Country Boy - The Heptones
2. Welding - I-Roy
3. Marcus Garvey - Burning Spear
4. Right Time - The Mighty Diamonds
5. Natty Sing Hit Songs - Roman Stewart
6. Ballistic Affair - Leroy Smart
7. Tenement Yard - Jacob Miller
8. War Ina Babylon - Max Romeo
9. Police & Thieves - Junior Murvin
10. Two Sevens Clash - Culture
11. I'm Still Waiting - Delroy Wilson
12. No Woman, No Cry - Bob Marley
13. Uptown Top Ranking - Althia and Donna
14. Number One - Gregory Isaacs
15. Bredda Gravalicious - Wailing Souls
16. River Jordan - Sugar Minott
17. Armagideon Time - Willie Williams
18. Guess Who's Coming to Dinner - Black Uhuru
19. Fort Augustus - Junior Delgado
20. Joggin' - Freddie McGregor
21. Sitting and Watching - Dennis Brown

### CD 4
1. Night Nurse - Gregory Isaacs
2. Mad Over Me - Yellowman
3. Diseases - Michigan & Smiley
4. Water Pumping - Johnny Osbourne
5. Pass the Tu-Sheng-Peng - Frankie Paul
6. Here I Come (Broader Than Broadway) - Barrington Levy
7. Ring the Alarm - Tenor Saw
8. Under Me Sleng Teng - Wayne Smith
9. Tempo - Anthony Redrose
10. Boops - Super Cat
11. Greetings - Half Pint
12. Punanny - Admiral Bailey
13. Hol' a Fresh - Red Dragon
14. Rumours - Gregory Isaacs
15. Cover Me - Ninjaman, Tinga Stewart
16. Legal Rights - Lady G, Papa San
17. Wicked Inna Bed - Shabba Ranks
18. Bandolero - Pinchers
19. Yuh Dead Now - Tiger
20. Bogle - Buju Banton
21. Murder She Wrote - Chaka Demus & Pliers
22. Oh Carolina - Shaggy

## Előadók
| The Jamaicans              | előadó               |
| Justin Hinds               | előadó               |
| Hector Williams            | gitár                |
| Johnny Osbourne            | előadó               |
| Dobby Dobson               | előadó               |
| Bob Andy                   | előadó               |
| Dwight Pinkney             | gitár                |
| Anthony Benbow Creary      | dob                  |
| Dennis Brown               | előadó               |
| Leslie Butler              | billentyűsök         |
| Sowell                     | gitár                |
| Shabba Ranks               | előadó               |
| Richard "Dirty Harry" Hall | tenorszaxofon        |
| Bryan Atkinson             | basszusgitár         |
| Lloyd Parkes               | basszusgitár         |
| David Madden               | trombita             |
| Leroy Sibbles              | basszusgitár         |
| Laurel Aitken              | előadó               |
| Sly Dunbar                 | dob                  |
| Joe Isaacs                 | dob                  |
| Alvin Patterson            | ütősök               |
| Dennis Alcapone            | előadó               |
| Lloyd Brevett              | basszusgitár         |
| The Mighty Diamonds        | előadó               |
| Shaggy                     | előadó               |
| Lennox Brown               | tenorszaxofon        |
| Super Cat                  | előadó               |
| Winston Wright             | billentyűsök         |
| Chaka Demus & Pliers       | előadó               |
| George Fullwood            | basszusgitár         |
| Carlton "Santa" Davis      | dob                  |
| Althia and Donna           | előadó               |
| The Melodians              | előadó               |
| Hugh Malcolm               | dob                  |
| Red Dragon                 | előadó               |
| Ninjaman                   | előadó               |
| Bobby Ellis                | trombita             |
| Oswald "Baba" Brooks       | trombita             |
| Glen DaCosta               | tenorszaxofon        |
| Admiral Bailey             | előadó               |
| The Uniques                | előadó               |
| Earl "Chinna" Smith        | gitár                |
| Max Romeo                  | előadó               |
| Sugar Minott               | előadó               |
| Arkland "Drumbago" Parks   | dob                  |
| Derrick Morgan             | előadó               |
| Roman Stewart              | előadó               |
| Gregory Isaacs             | előadó               |
| The Wailers                | előadó               |
| Lloyd "Gitsy" Willis       | gitár                |
| Ossie Hibbert              | billentyűsök         |
| Junior Murvin              | előadó               |
| Owen Gray                  | előadó               |
| Pinchers                   | előadó               |
| Bob Marley & the Wailers   | előadó               |
| Pat Kelly                  | előadó               |
| Tyrone Downie              | billentyűsök         |
| Patrick Kelly              | előadó               |
| Desmond Dekker             | előadó               |
| Winston Grennan            | dob                  |
| Robert Lyn                 | billentyűsök         |
| Tinga Stewart              | előadó               |
| Herman Marquis             | altszaxofon          |
| Bobby Aitken               | gitár                |
| Johnny "Dizzy" Moore       | trombita             |
| Niney the Observer         | előadó               |
| Dave Collins               | előadó               |
| Bob Marley                 | előadó               |
| Donald Dennis              | basszusgitár         |
| Dougie Bryan               | gitár                |
| Vin Gordon                 | harsona              |
| Theophilus Beckford        | előadó, billentyűsök |
| Aston „Family Man” Barrett | basszusgitár         |
| U-Roy                      | előadó               |
| Jimmy Cliff                | előadó               |
| Don Drummond               | előadó, harsona      |
| Mikey Chung                | gitár                |
| Rico Rodriguez             | harsona              |
| The Ethiopians             | előadó               |
| Lady G                     | előadó               |
| The Folkes Brothers        | előadó               |
| Melbourne Miller           | dob                  |
| Junior Byles               | előadó               |
| Paul Douglas               | dob                  |
| Big Youth                  | előadó               |
| Lester Sterling            | előadó, altszaxofon  |
| Robbie Shakespeare         | basszusgitár         |
| Wycliffe "Steely" Johnson  | billentyűsök         |
| Justin Hinds & Dominoes    | előadó               |
| Johnny Clarke              | előadó               |
| The Heptones               | előadó               |
| Paul Crosdale              | billentyűsök         |
| Leroy "Horsemouth" Wallace | dob                  |
| The Skatalites             | előadó               |
| Keith Sterling             | billentyűsök         |
| Uziah "Sticky" Thompson    | ütősök               |
| Hopeton Lewis              | előadó               |
| Carlton Bryan              | altszaxofon          |
| Chaka Demus                | előadó               |
| Denzel Laing               | ütősök               |
| Boris Gardiner             | basszusgitár         |
| Cleveland "Clevie" Browne  | dob                  |
| Half Pint                  | előadó               |
| Harry Haughton             | gitár                |
| Valentine Chin             | gitár                |
| Papa San                   | előadó               |
| Ska Campbell               | tenorszaxofon        |
| Millie Small               | előadó               |
| John Holt                  | előadó               |
| Lloyd Knibbs               | dob                  |
| Junior Delgado             | előadó               |
| Wailing Souls              | előadó               |
| Eric Donaldson             | előadó               |
| Val Bennett                | tenorszaxofon        |
| Lyn Taitt                  | gitár                |
| Earl Lindo                 | billentyűsök         |
| Prince Buster              | előadó               |
| Barrington Levy            | előadó               |
| The Techniques             | előadó               |
| Freddie McGregor           | előadó               |
| Mikey "Boo" Richards       | dob                  |
| Tommy McCook               | tenorszaxofon        |
| I-Roy                      | előadó               |
| Zoot „Skully” Sims         | ütősök               |
| Black Uhuru                | előadó               |
| Alton Ellis                | előadó               |
| Buju Banton                | előadó               |
| The Upsetters              | előadó               |
| Ronnie Bop                 | gitár                |
| Raymond Harper             | trombita             |
| Sky Juice                  | ütősök               |
| Ansel Collins              | billentyűsök         |
| Carlton „Carlie” Barrett   | dob                  |
| The Maytals                | előadó               |
| Roland Alphonso            | tenorszaxofon        |
| Lloyd „Tinleg” Adams       | dob                  |
| Leroy Smart                | előadó               |
| Burning Spear              | előadó               |
| Jackie Jackson             | basszusgitár         |
| Neville Hinds              | billentyűsök         |
| Bob & Marcia               | előadó               |
| Bingy Bunny                | gitár                |
| Anthony Redrose            | előadó               |
| Augustus Pablo             | billentyűsök         |
| The Paragons               | előadó               |
| Errol „Tarzan” Nelson      | billentyűsök         |
| Ian „Willy” Winter         | billentyűsök         |
| Gladstone Anderson         | billentyűsök         |
| Bernard Touter Harvey      | billentyűsök         |
| Phyllis Dillon             | előadó               |
| Winston Niney Holness      | előadó               |
| Wayne Smith                | előadó               |
| Tiger                      | előadó               |
| Larry McDonald             | ütősök               |
| Bobby Kalphat              | billentyűsök         |
| Ernest Ranglin             | gitár                |
| Style Scott                | dob                  |
| Delroy Wilson              | előadó               |
| Frankie Paul               | előadó               |
| Yellowman                  | előadó               |
| Bo Peep                    | gitár                |
| Jah Jerry                  | gitár                |
| Dean Fraser                | altszaxofon          |
| Hux Brown                  | gitár                |
| Millie                     | előadó               |
| Patsy Todd                 | előadó               |
| Ken Boothe                 | előadó               |
| Tenor Saw                  | előadó               |
| Franklyn Waul              | billentyűsök         |
| Jacob Miller               | előadó               |
| Michigan & Smiley          | előadó               |
| Aubrey Adams               | billentyűsök         |
| Culture                    | előadó               |
| Willie Williams            | előadó               |
| Stranger Cole              | előadó               |

## Külső hivatkozások
- http://wm11.allmusic.com/cg/amg.dll?p=amg&sql=10:3jfwxq9gldde%5B%5D
- http://www.stylusmagazine.com/articles/weekly_article/the-story-of-jamaican-music-tougher-than-tough.htm Archiválva 2007. március 13-i dátummal a Wayback Machine-ben
- http://www.tomhull.com/ocston/arch/rs/tougherthantough.php
- https://web.archive.org/web/20071009174258/http://www.epinions.com/content_17318186628